# Киликиев
Киликиев (укр. Киликиїв) — село в Шепетовском районе Хмельницкой области Украины.
Население по переписи 2001 года составляло 863 человек. Почтовый индекс — 30042. Телефонный код — 3842. Занимает площадь 4,35 км². Код КОАТУУ — 6823983401.

## Местная власть
30030, Хмельницкая обл., Шепетовский р-н, с. Аннополь